# Sianipar Sihail Hail
Sianipar Sihail Hail is een bestuurslaag in het regentschap Toba Samosir van de provincie Noord-Sumatra, Indonesië. Sianipar Sihail Hail telt 861 inwoners (volkstelling 2010).